# Beda Ctihodný
Beda Venerabilis nebo též Beda Ctihodný (kolem 672, Jarrow – 25. května 735, Jarrow, Northumbrie) byl benediktinský mnich v klášteře sv. Petra v Monkwearmouthu, dnes část Sunderlandu v Anglii, a v spřízněném klášteře sv. Pavla v Jarrow – oba v Northumbrijském království.
Je známý jako vzdělanec, učenec a autor díla Historia ecclesiastica gentis Anglorum (Církevní dějiny národa Anglů), díky kterému získal přízvisko Otec anglické historie. Je jediným světcem jmenovaným učitelem církve, který pochází z Velké Británie (Anselm z Canterbury, též učitel církve, byl původem z Itálie).

## Jméno
Ctihodný Beda se mu začalo říkat brzy po jeho smrti, což ovšem nesouviselo s projednáváním církve o jeho svatosti. Legenda vypráví, že tento přídomek při sestavování epitafu na jeho náhrobek přidal anděl.

## Život
Všechny informace o jeho životě jsou obsaženy v kronice Historia ecclesiastica gentis Anglorum, které tam on sám ve svých 59 letech přidal. Uvádí, že do kláštera ve Monkwearmouthu byl umístěn v 7 letech, jáhnem se stal v 19 a knězem ve 30 letech. Jelikož byla Historia dokončena okolo roku 731 a Beda sám naznačuje, že mu v roce jejího dokončení bylo 59, musel se narodit roku 672/673. Není jasné, zda pocházel ze šlechtického rodu. Jeho učiteli byli opati Benedikt Biscop a Ceolfrith, s nímž Beda roku 682 pravděpodobně vstoupil do dvojkláštera Monkwearmouth-Jarrow. Tam strávil zbytek života učením a psaním. Zemřel v předvečer svátku Nanebevstoupení Páně roku 735.

## Práce
Z jeho prací je zjevné, že měl k dispozici veškeré vědění tehdejší doby. Také díky Biscopovi, který během cest knihy sbíral, čítala knihovna ve Monkwearmouth-Jarrow 300 až 500 knih, což z ní činilo jednu z největších a nejobsáhlejších knihoven v Anglii. Jeho dílo je klasifikováno jako vědecké, historické a teologické, zahrnující díla z oblasti hudby až po výklady Písma svatého. Byl znalý patristické literatury a citoval, ovšem s některými výhradami, autory jako byli Plinius starší, Publius Vergilius Maro, Titus Lucretius Carus, Publius Ovidius Naso, Quintus Horatius Flaccus. Jeho latina byla čistá, ne strojená, a Beda se jeví jako schopný vyprávěč. Nicméně v jeho biblických komentářích se jeho styl zdá více nejasný.
Pro výklady Písma používal často alegorie. Jeho Historia obsahuje i popisy zázraků, což moderním historikům působí potíže při jejich kritickém přístupu. Dnešní studie ukazují důležitou roli takových pojetí v pohledu raně středověkých učenců na svět.[ujasnit]

### Historia ecclesiastica

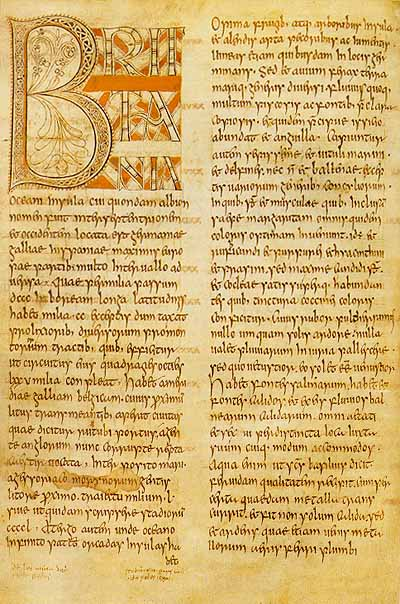
Folio 3v z kodexu Beda Petersburgiensis (746)

Nejdůležitějším a nejznámějším z jeho prací je 400stranná Historia ecclesiastica gentis Anglorum, kterou tvoří pět knih. Pojednává o církevní i politické historii Anglie od doby Caesara až po její vyplenění v roce 731. Prvních dvacet jedna kapitol pojednává o období před misionářským působením Augustina z Canterbury a je vytvořeno na základě prací raných autorů jako Pavla Orosia, sv. Gildy, Prospera z Aquitanie, dopisů papeže Řehoře I. a dalších s vložením legend a tradic. K historii po roce 596 užívá zdrojů, které se snažil získávat napříč Anglií a z Říma. Odkazuje i k ústním podáním, u kterých ovšem kriticky přihlíží k jejich hodnotě. Cituje své zdroje a velkou pečlivost věnuje též jejich původu, což vytváří důležitý historický článek.
Bedovo užívání podobného označení jako anno Domini, které zavedl mnich Dionysius Exiguus v roce 525, mělo velký vliv na používání tohoto označení v západní Evropě. Beda užíval označení anno ab incarnatione Domini (v roce od vtělení Páně) nebo anno incarnationis Dominicae (v roce vtělení Páně). Nikdy tento termín nezestručnil do moderního AD (česky též LP – leta Páně). Na rozdíl od moderního chápání výrazu jako doby od narození Páně, Beda odkazoval explicitně k jeho vtělení či početí, tradičně slaveného 25. března. Byl také prvním autorem, který ve své práci použil termín podobný dnešnímu před Kristem; v druhé kapitole první knihy užívá termínu ante incarnationis Dominicae tempus (před časem vtělení Páně). Nicméně tento druhý termín neměl příliš velký vliv, jen se po zbytek středověku odkazovalo k tomuto jeho ojedinělému použití. První rozsáhlejší použití termínu před Kristem (before Christ – BC), a to více než stokrát, je zaznamenáno až v díle Fasciculus Temporum Wernera Rolevincka v roce 1474. Vedle toho používá výraz anno mundi (roky světa).

### Další historická a teologická díla

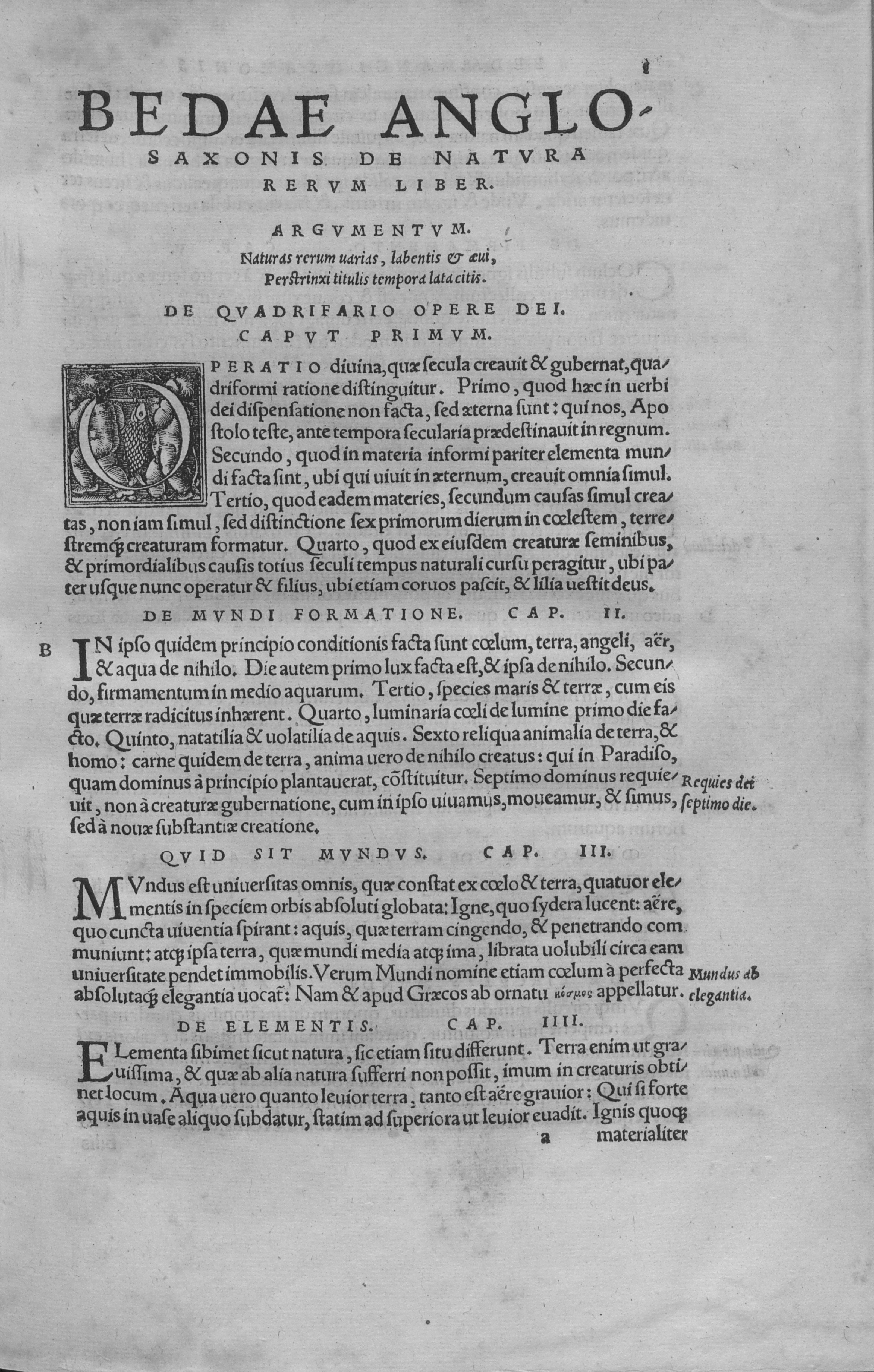
De natura rerum, 1529

O dalších Bedových dílech se dozvídáme z autobiografické poznámky na konci Historie, kde je vyjmenovává. Za důležité považoval své komentáře k mnohým knihám Starého a Nového zákona, které proto uvedl na prvním místě. Zaměřují se na biblický pohled na mnišský život. Beda píše: „Celý svůj život jsem strávil v klášteře a věnoval se studiu Písma“. Slova Bedovy básně Praecursor altus luminis psané latinsky a přeložené do angličtiny Johnem Masonem Nealem v roce 1854 jsou doplněna mnoha melodiemi a dodnes zpívány jako chvalozpěvy.
Jako 66. kapitolu svého De temporum ratione napsal v roce 725 dílo Chronica maiora, které se občas šíří samostatně. Zdrojem pro nedávné události je mu (stejně jako v Historia ecclesiastica) sv. Gilda, verze Liber pontificalis (kniha obsahující biografie papežů od sv. Petra) do pontifikátu papeže Sergia I. (687–701) a další. Ranější události vykresluje na základě Eusebiovy Chronikoi Kanones. Datace událostí je však v Chronica maiora nekonzistentní s ostatními díly používáním éry anno mundi.
Další historické práce zahrnují životopisy opatů Monkwearmouthu a Jarrowa a životopis sv. Cuthberta z Lindisfarnu ve verších a próze. Cuthbert, mnich a pozdější opat v Jarrowském klášteře, píše v díle Letter on the Death of Bede, že Beda na smrtelné posteli stále pracuje na překladu Janova evangelia do staré angličtiny a na díle Isidora ze Sevilly De rerum natura.

### Vědecké spisy

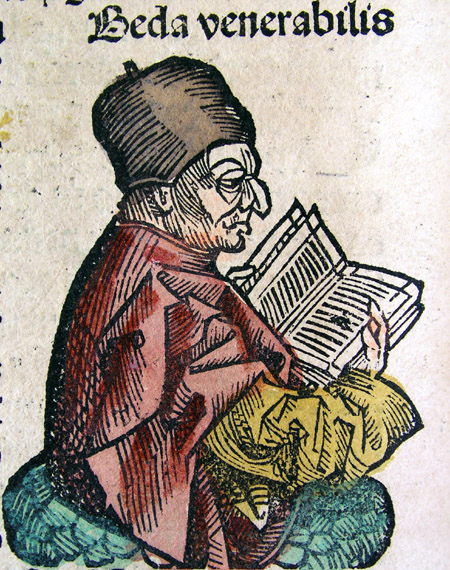
Vyobrazení Bedy z roku 1493.

Významný historik vědy, George Sarton, nazýval 8. století „věkem Bedy“. Beda napsal několik významných děl: dílo De rerum natura, částečně po vzoru stejnojmenného díla Isidora ze Sevilly; dílo De temporibus liber, které poskytuje úvod do zásad výpočtu data Velikonoc; dílo De temporum ratione, které se stalo uhelným kamenem vědeckého vzdělání kléru během karolínské renesance v 9. století. Napsal taktéž několik kratších spisů a pojednání o specifických aspektech výpočtu data Velikonoc či o gramatice a řečnických figurách pro své žáky.
Dílo De temporum ratione obsahuje úvod do tradičního antického a středověkého obrazu vesmíru. Vysvětluje, jak sférická Země způsobuje prodlužování a zkracování dne, a jak pohyb Slunce a Měsíce ovlivňuje změny novu. Taktéž vysvětluje kvantitativní vztahy mezi změnami přílivu a odlivu na daném místě v závislosti na denním pohybu Měsíce. Od místa, kde se Beda zaměřuje na výpočty, podává instrukce k vypočítání data Velikonoc a odpovídajícího velikonočního úplňku, k výpočtům pohybu Slunce a Měsíce skrze znamení horoskopu a k mnoha dalším výpočtům souvisejícím s kalendářem. V XV. kapitole od něj máme též základní informace ohledně měsíců anglosaského kalendáře. Kodex cyklů Velikonoc od Bedy se obvykle nachází u kodexu De temporum ratione.
Beda též pro kalendářní účely vytvořil nový výpočet stáří světa od stvoření. Kvůli těmto inovacím byl biskupem Wilfridem (asi 633–709/710), jehož chronologie byla v rozporu s Bedou, obviněn z hereze. Beda jeho omyl vyvrátil v Dopise Plegwinovi.
Bedova práce měla takový vliv, že později v 9. století Notker Balbulus, mnich v opatství v St. Gallenu, napsal: „Bůh, vládce přírody, který vyzvedl Slunce na východě čtvrtý den Stvoření, šestý den vyzdvihl Bedu na západě, aby osvítil celou Zemi.“

### Rukopisná tradice
Existují dva dochované rukopisy napsané během několika let po Bedově smrti. Jde o tzv.:
- St Petersburg Bede
- Cambridge University Library MS.

Poté následuje mezera asi 50 let. Rukopisy napsané ještě před rokem 900 jsou ještě tzv.:
- Corbie MS, Bibliothèque Nationale, Paris
- St. Gall Monastery Library

Během 10. a většiny 11. století jsou další kopie vzácné. Největší počet kopií Bedových prací bylo vytvořeno ve století dvanáctém, ale následovalo ještě oživení zájmu o Bedu ve 14. a 15. století. Většina kopií je anglického původu, ale překvapivě velké množství jich je i kontinentálních. Bedovy vybrané práce obsahuje i Patrologia latina, svazky 90–95.

## Úcta

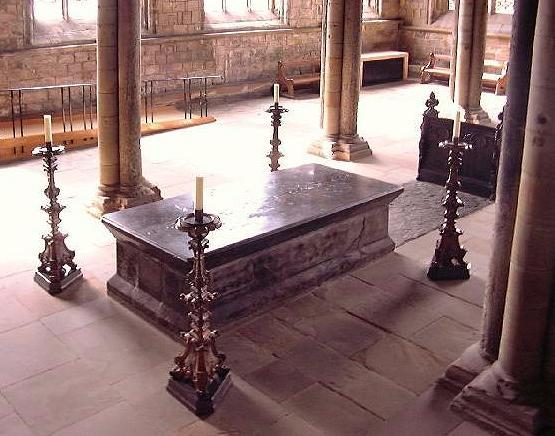
Bedova hrobka v Durhamské katedrále.

Poutníci u Bedova hrobu dosvědčovali zázraky již 5 let po jeho smrti. V polovině 11. století byly jeho ostatky přemístěny do Durhamské katedrály. Do vstupní kaple, jejich dnešního umístění, byly dány roku 1370. Na jeho náhrobní desce stál nápis, že s ním „vzešlo světlo celému světu“. Pozůstatky jsou pravděpodobně pravé. Další relikvie získal York, Glastonbury a Fulda.
Jeho učení a důležitost pro katolicismus bylo oceněno v roce 1899, kdy Bedu papež Lev XIII., jako jediného Angličana, jmenoval učitelem církve. Beda je taktéž jediným Angličanem, který se vyskytuje v Dantově ráji v Božské komedii, kde je zmíněn mezi teology a učiteli církve ve stejném zpěvu jako Isidor ze Sevilly či Skot Richard od Svatého Viktora.
Jeho památka byla od roku 1899 zařazena na 27. květen místo na den jeho úmrtí 25., neboť 25. se slavil svátek svatého papeže Řehoře VII. Nicméně reforma kalendáře v roce 1969 přesunula jeho památku na řádný den 25. května.
Vyobrazení Bedy jsou vzácná a není vždy jisté, zda jde skutečně o něj. Vyskytují se především v Anglii. Znázorněn bývá, jak čte knihu a drží pero.

## Odkazy

Opera Bedae Venerabilis, 1563